# Flemma (westelijk deel)
Flemma (westelijk deel) (Zweeds: Flemma (västra delen)) is een småort in de gemeente Linköping in het landschap Östergötland en de provincie Östergötlands län in Zweden. Het småort heeft 53 inwoners (2005) en een oppervlakte van 14 hectare. Eigenlijk bestaat het småort uit het westelijke deel van de plaats Flemma. Het småort ligt aan een baai van het meer Roxen en wordt voor de rest omringd door zowel landbouwgrond als naaldbos. De stad Linköping ligt zo'n tien kilometer ten zuiden van Flemma (westelijk deel).